# M/Other
Pour plus de détails, voir Fiche technique et Distribution.
M/Other est un film japonais réalisé par Nobuhiro Suwa, sorti au Japon en 1999, et en France en 2000.

## Synopsis
Tetsuro revient un jour à la maison avec Shunsuke, son fils d’un premier mariage. Aki, la femme avec qui il vit maintenant, et Tetsuro lui-même doivent apprendre à vivre avec l’enfant, tout en menant leurs vies professionnelles et leur histoire d’amour.

## Fiche technique
- Titre : M/Other
- Réalisation : Nobuhiro Suwa
- Scénario : Nobuhiro Suwa, Tomokazu Miura et Makiko Watanabe
- Production : Sento Takenori
- Société de production : Bandai Visual Company, Bitters End, Suncent CinemaWorks
- Musique : Haruyuki Suzuki
- Photographie : Masami Inomoto
- Montage : Shuichi Kakesu
- Direction artistique :
- Costumes :
- Pays d'origine : Japon
- Format : Couleurs - 1,85:1 - Dolby Digital - HDV
- Genre : Drame
- Durée : 147 minutes
- Dates de sortie : 23 octobre 1999 (Japon), 8 mars 2000 (France)

## Distribution
- Miura Tomokazu : Tetsuro
- Makiko Watanabe : Aki
- Takahashi Ryudai : Shunsuke

## Prix et récompenses
- Prix FIPRESCI au Festival de Cannes 1999
- Prix Hochi 1999 du meilleur acteur
- Prix Mainichi 2000 pour le meilleur scénario et la meilleure musique de film

## Accueil
Les Cahiers du cinéma ont inclus M/Other dans leur liste des dix meilleurs films de 2000.[réf. souhaitée]